# Grb Liberije
Grb Liberije sastoji se od štita koji prikazuje dolazak broda iz 19. stoljeća u Liberiju. 
To predstavlja brod kojim su došli oslobođeni robovi iz Sjedinjenih Američkih Država. Iznad štita je traka s državnim geslom The love of liberty brought us here (Ljubav za slobodom nas je dovela ovdje), a ispod je traka sa službenim imenom države Republic of Liberia (Republika Liberija).
Plug i lopata na štitu predstavljaju dostojanstvo teškog rada kroz koji će država napredovati. Izlazeće sunce u pozadini simbolizira rađenje nacije, stablo palme blagostanje, a bijela golubica mir. 